# سانتا کروس دل بایه
سانتا کروس دل بایه دهستانی در استان آبیلای اسپانیا است.
در این دهستان ۵۵۲ نفر زندگی می‌کنند. مساحت این دهستان ۲۹٫۶۶ کیلومتر مربع است.